# Droga Dusznicka

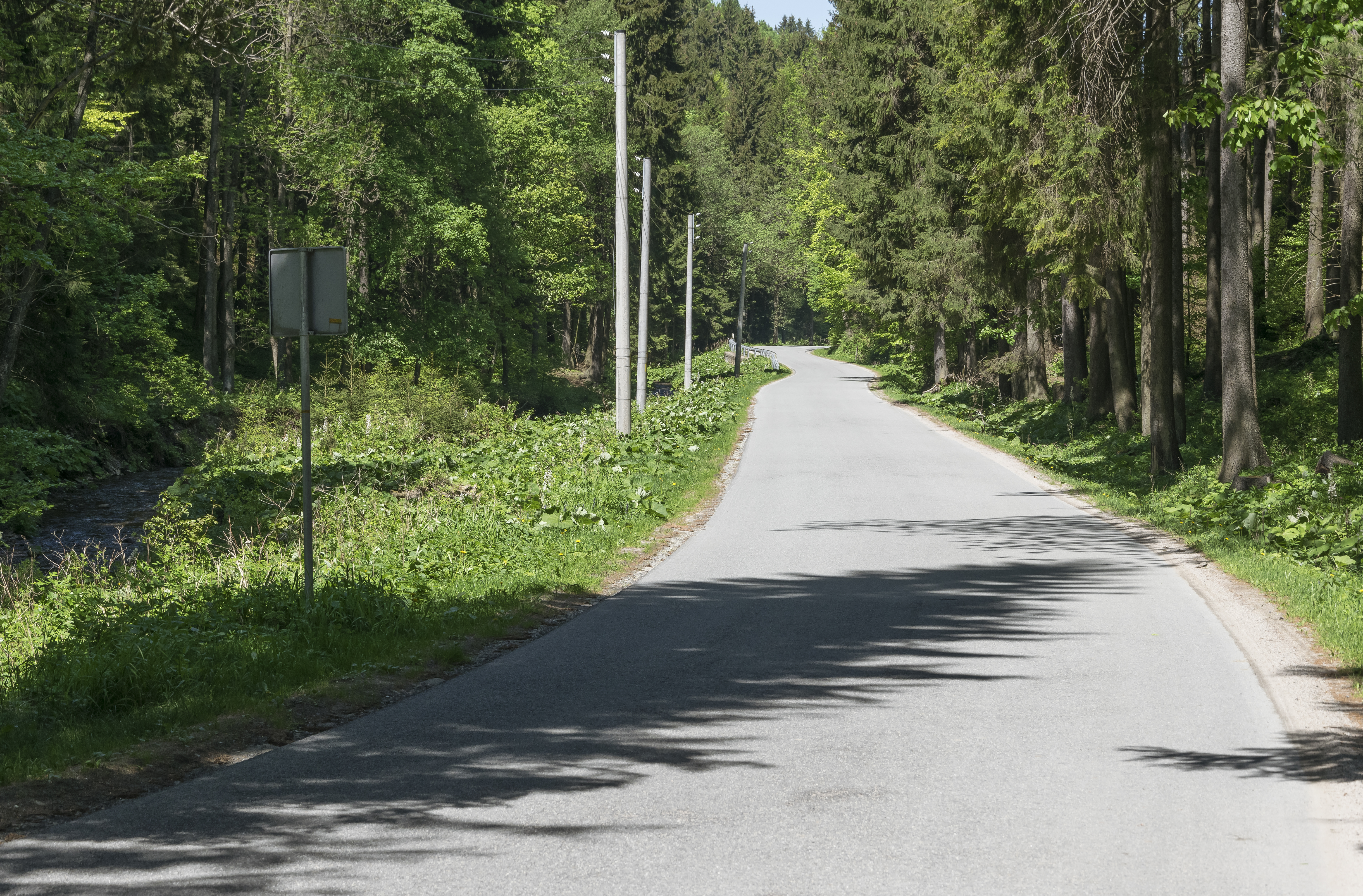
Droga Dusznicka

Droga Dusznicka - droga w południowo-zachodniej Polsce w woj. dolnośląskim, powiat kłodzki.
Droga lokalna na granicy Gór Bystrzyckich i Gór Orlickich prowadząca z Dusznik-Zdroju do drogi wojewódzkiej nr 389, z którą się łączy na Rozdrożu pod Hutniczą Kopą. Droga ma długość około 8,5 km przy różnicy wzniesień około 230 m.
Droga prowadzi doliną rzeki Bystrzycy Dusznickiej w jej górnym biegu, mniej więcej równolegle do Drogi Orlickiej, która stanowi odcinek drogi wojewódzkiej nr 389. Droga Dusznicka prowadzi przez tereny zalesione obok Torfowiska pod Zieleńcem. Przez ostatnie 1,5 km droga prowadzi wzdłuż granicy gmin Duszniki-Zdrój i Szczytna.